# Маянски езици
Маянските езици са езиково семейство, включващо приблизително 70 езика, говорени от маите, около 6 милиона души в Централна Америка (Гватемала, Мексико, Белиз). В периода на разцвет на цивилизацията на маите някои от маянските езици са използвали собствена писмена система. След завладяването на региона от испанците през 16 век се развива литература на маянски езици, която използва латинската азбука.